# Draa

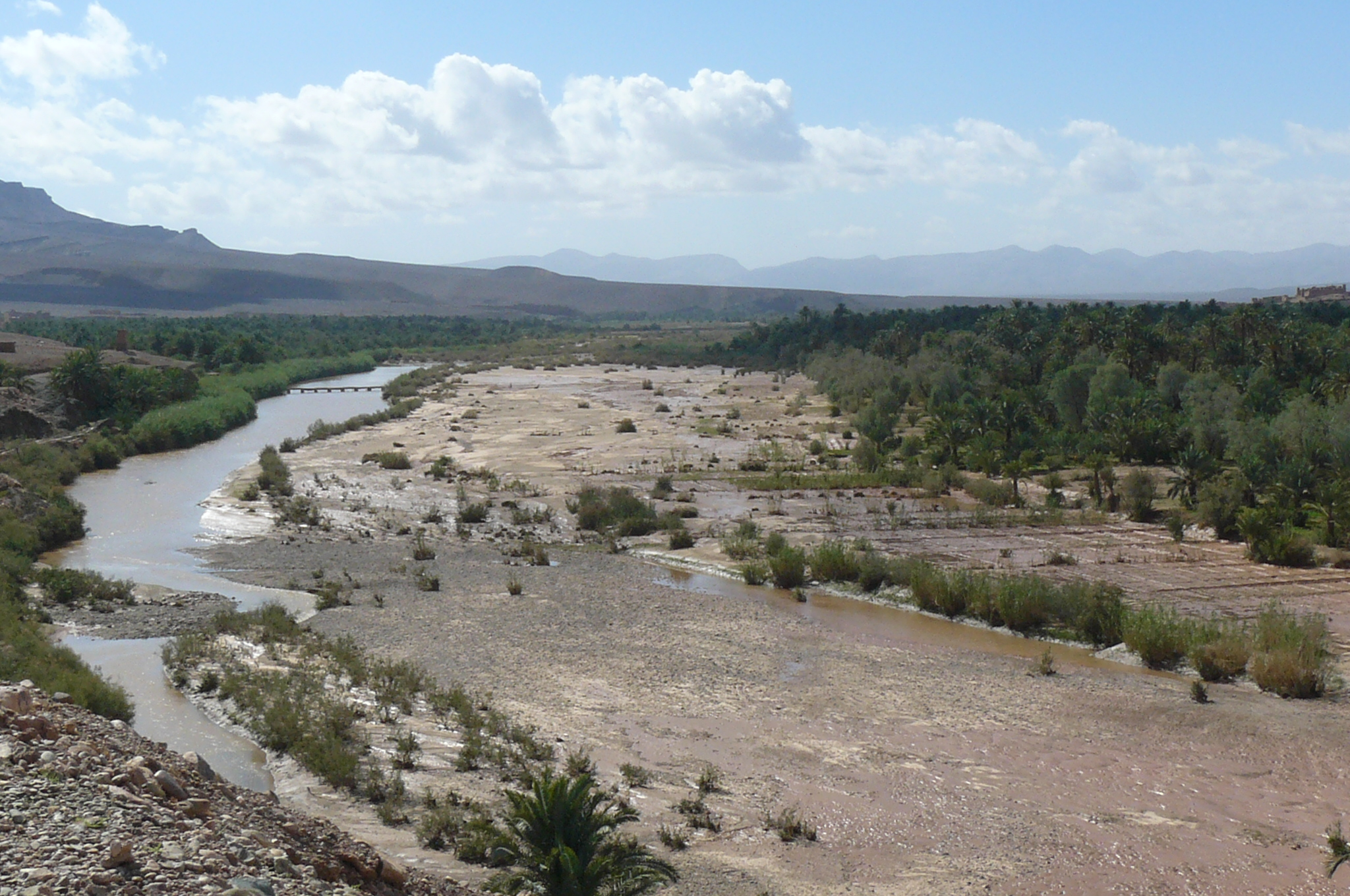
De Draa tussen Zagora en Tinerhir

De Draa of Oued Draa is de langste rivier van Marokko (1100 km).
Hij ontstaat uit de samenvloeiing van de rivieren Dadès en Imini en stroomt vanuit de Hoge Atlas de Atlantische Oceaan in. Vaak valt de Draa geheel droog en bereikt het water de zee niet. Het water van de rivier wordt gebruikt voor het irrigeren van de dadelpalmen. De families die in de omliggende dorpjes wonen, hebben ieder hun eigen stuk grond, waarop zij hun groenten kunnen verbouwen en de dadelpalmen kunnen verzorgen.
- Bibliothèque nationale de France: cb15377388k (data)
- Gemeinsame Normdatei: 4102806-5
- Système universitaire de documentation: 078603196
- Virtual International Authority File: 316431123